# اولدریخوویتسه (ناحیه زلین)
اولدریخوویتسه (به چکی: Oldřichovice) یک منطقهٔ مسکونی در جمهوری چک است که در ناحیه زلین واقع شده‌است. اولدریخوویتسه ۲٫۷۳ کیلومتر مربع مساحت و ۳۸۵ نفر جمعیت دارد و ۲۷۰ متر بالاتر از سطح دریا واقع شده‌است.